# Adelaide di Borbone-Francia
Maria Adelaide di Francia, Fille de France (Versailles, 23 marzo 1732 – Trieste, 27 febbraio 1800), è stata una principessa di Francia, fra le donne più influenti di Francia durante il regno di suo padre Luigi XV e di suo nipote Luigi XVI. Fu denominata come Madame Adélaïde dal 1737 al 1755 e dal 1759 alla sua morte, e semplicemente come Madame dal 1755 al 1759.
In origine nota come Madame Quatrième ("Madame Quarta"), fino alla morte della sorella maggiore Luisa Maria nel 1733, diventò Madame Troisième, ("Madame Terza"). Adelaide possedette dal 1777 anche il Ducato di Louvois insieme a sua sorella Madame Sophie, che era stato creato per loro dal nipote Luigi XVI.
Sopravvisse ad entrambi i suoi genitori e a tutti i suoi fratelli e sorelle.

## Biografia

### L'infanzia

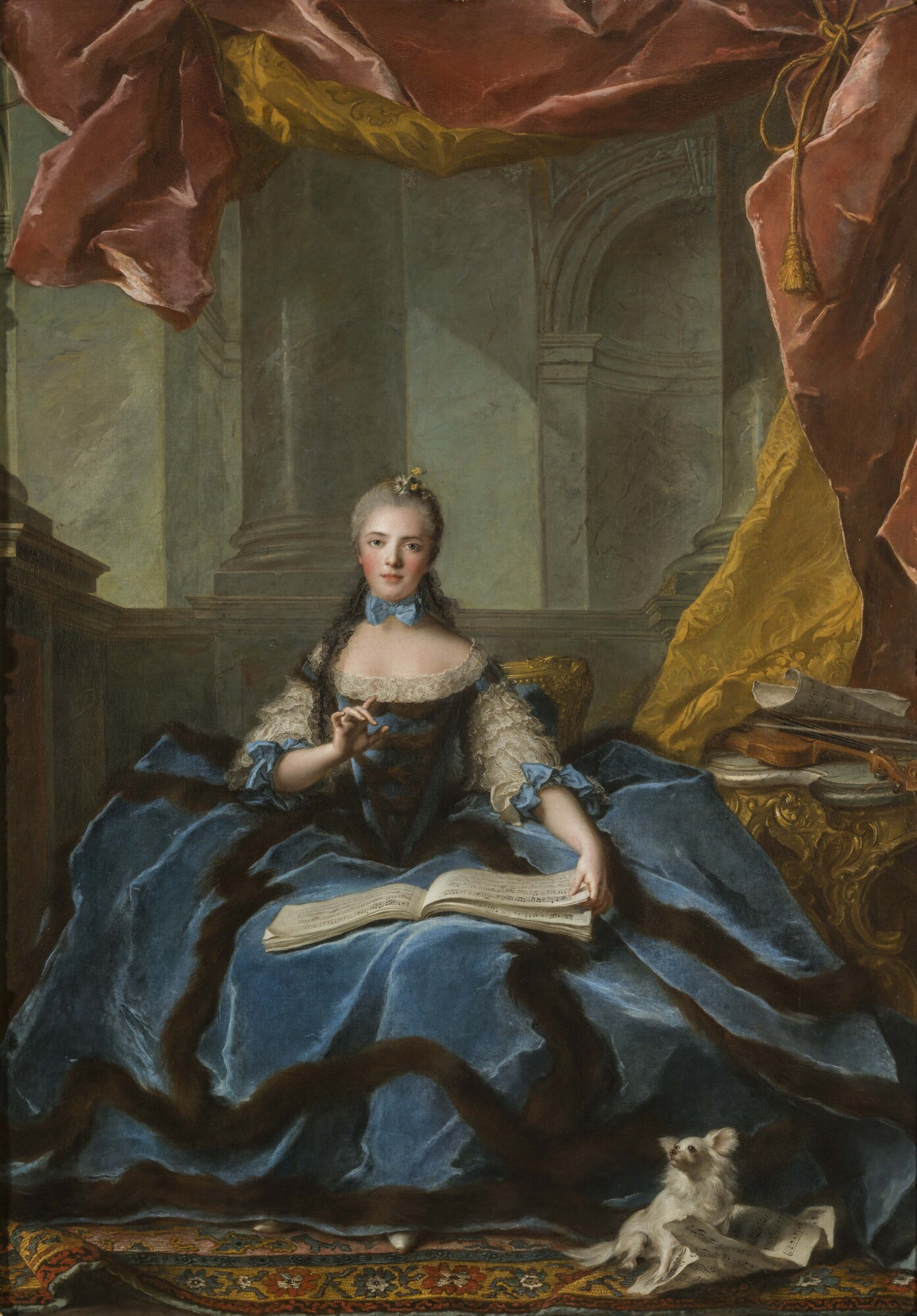
Maria Adelaide ritratta in abito di corte.

Nata fille de France, era la sesta figlia, quarta femmina, del Re Luigi XV di Francia e della sua Real consorte, Maria Leszczyńska di Polonia.
Madame Adélaïde fu allevata al Palazzo di Versailles con la sorella maggiore, Madame Henriette, nell'ombra di suo fratello, Luigi, il Delfino, affidata alle cure di Marie Isabelle de Rohan, duchesse de Tallard, mentre le sue sorelle minori furono educate nell'Abbazia di Fontevrault.

### Vita a Corte
Verso la fine del decennio del 1740, dal momento che raggiunse l'età in cui una principessa di regola si sposa, non c'erano consorti disponibili in Europa; preferì rimanere nubile piuttosto che sposare qualcuno che non fosse un sovrano o un erede ad un trono. Come sorella maggiore, divenne il capo del gruppo delle sorelle nubili, che sopravvissero all'età adulta (Madame Victoire e Madame Sophie) e condividevano una grande passione per la musica.
Contraria all'Illuminismo, Madame Adélaïde, così come i suoi fratelli e sorelle, tentò senza successo di impedire la liaison di suo padre con Madame de Pompadour, che cominciò nel 1745.

Al principio del decennio del 1750, quando la salute di Madame de Pompadour andava peggiorando, Adélaïde, che era un'abile cavallerizza, diventò la favorita e compagna intima di suo padre per un periodo, e spesso lo accompagnava durante la sua passeggiate e si divertiva con lui a conversare. Il loro nuovo stretto rapporto fece spargere in giro le voci di una presunta relazione incestuosa. Una voce che affermava anche che Adélaïde fosse la vera madre di Louis de Narbonne (nato nel 1755) avuto da suo padre. Non c'è nulla che indichi che queste voci siano vere, e il nuovo rapporto di Adélaïde con il padre non durò per molti anni. Adélaïde fu descritta come intelligente e fu l'unica fra le sorelle nubili ad avere aspirazioni politiche, e tentò, senza molto successo, di ottenere influenza politica attraverso suo padre il re, suo fratello il Delfino (cioè l'erede al trono di Francia), ed infine su suo nipote, il successivo Delfino.
Fu profondamente addolorata dalla morte di sua sorella Madame Henriette all'età di ventidue anni nel 1752, come anche dalla scomparsa di suo fratello, il Delfino, nel 1765, seguito da quella della sua seconda moglie, Maria Giuseppina, nel 1767. Madame Adélaïde prese in custodia i loro documenti con le istruzioni riguardanti il loro figlio, Luigi Augusto, che sarebbe dovuto diventare re.
Madame Adélaïde disprezzava l'ultima maîtresse-en-titre di suo padre, Madame du Barry e, quando la quattordicenne Maria Antonietta diventò Delfina nel 1770, Madame Adélaïde cercò di conquistare il suo sostegno contro Madame du Barry, ma l'imperatrice Maria Teresa si oppose; ciò fu il fattore che provocò in Adélaide il successivo rancore verso Maria Antonietta.
Adélaïde e le sue sorelle venivano descritte come vecchie streghe, che trascorrevano le loro giornate spettegolando e sferruzzando nelle loro stanze. Raramente si vestivano adeguatamente, semplicemente calzando i panniers coperti poi da un soprabito quando lasciavano le loro stanze. e si alternavano, con la Contessa di Provenza e la Contessa d'Artois per accompagnare Maria Antonietta negli incarichi ufficiali.
Il 12 maggio 1774, dopo la morte di Luigi XV, Luigi Augusto succedette a suo nonno come Luigi XVI e i documenti dei defunti genitori, custoditi da Madame Adélaïde, furono aperti nell'ambito di un ristretto consiglio di famiglia, alla presenza del nuovo sovrano. In essi erano indicati tre nomi illustri per la carica di Primo Ministro (Premier Ministre): Jean-Frédéric Phélypeaux, comte de Maurepas, Emmanuel-Armand de Richelieu, duc d'Aiguillon, e Jean-Baptiste de Machault d'Arnouville.

### Vita successiva

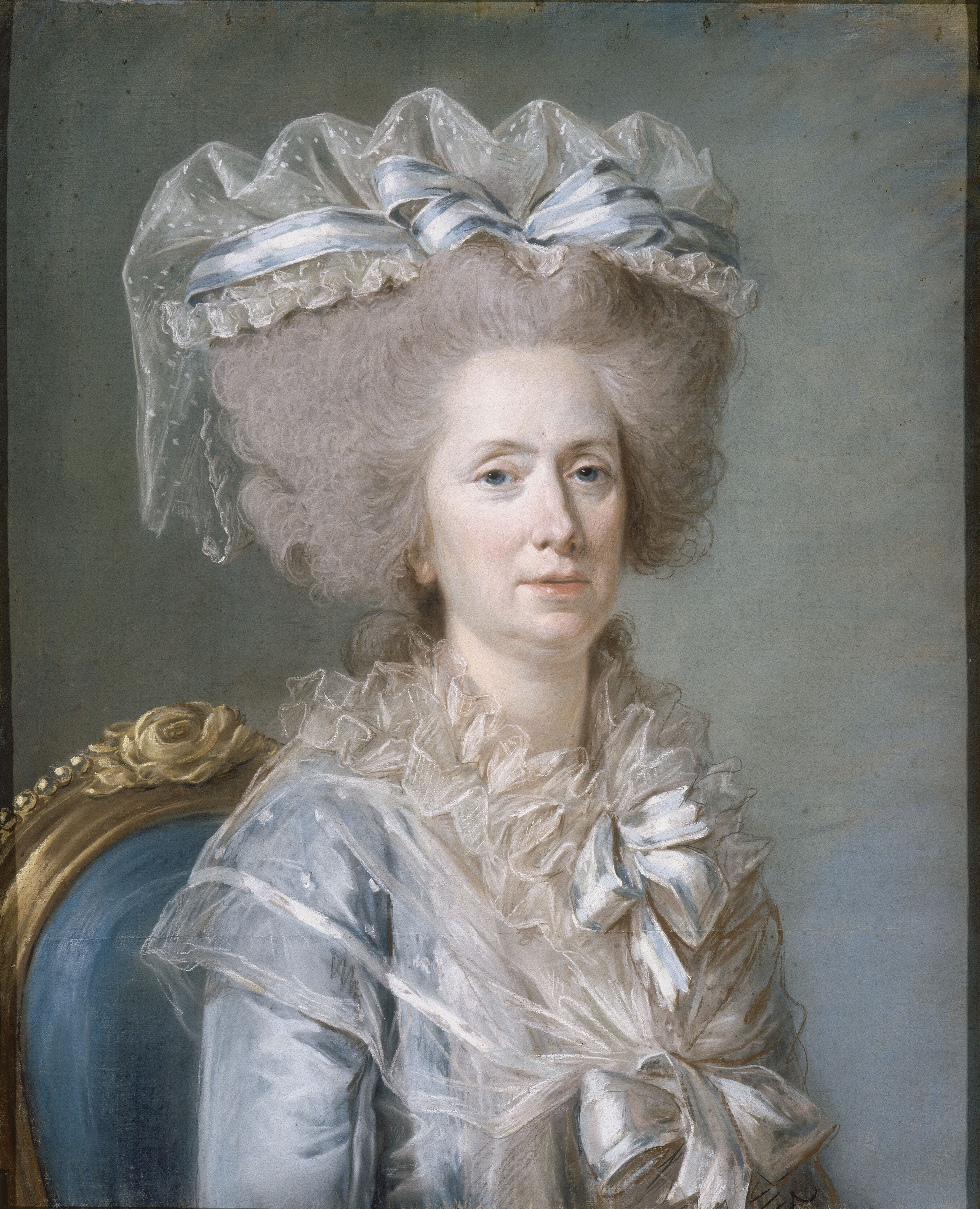
Maria Adelaide di Francia in un ritratto di Adélaïde Labille-Guiard, 1788.

Madame Adélaïde e sua sorella Vittoria lasciarono Versailles con il resto della famiglia reale il 6 ottobre 1789, il giorno successivo alla marcia delle donne parigine su Versailles, e si sistemarono allo Château de Bellevue.
Le leggi rivoluzionarie contro la chiesa cattolica provocarono la loro partenza dalla Francia per l'Italia il 20 febbraio 1791. Sulla via, furono arrestate e detenute per diversi giorni a Arnay-le-Duc prima che fosse loro concesso di continuare il viaggio. Fecero visita alla loro nipote Clotilde, sorella di Luigi XVI, a Torino, e arrivarono a Roma il 16 aprile 1791. A seguito della crescente influenza della Francia rivoluzionaria, si spostarono più lontano, trasferendosi a Napoli nel 1796, dove la sorella di Maria Antonietta, Maria Carolina, era regina.
Si recarono a Corfù nel 1799, ed infine si stabilirono a Trieste, dove Vittoria morì per un cancro al seno, mentre Adélaïde la seguì un anno dopo, all'età di quasi 68 anni. Fu l'unica figlia di Luigi XV e Maria Leskzinska che sopravvisse fino alla fine del diciottesimo secolo. I loro corpi furono riportati in Francia da Luigi XVIII durante la restaurazione borbonica, e sepolti nell'Abbazia di Saint-Denis.
Tra i loro nipoti ci furono i re di Francia Luigi XVI, Luigi XVIII, Carlo X, Ferdinando, Duca di Parma, Madame Élisabeth, Clotilde, Regina Consorte di Sardegna, e la Regina Consorte di Spagna Maria Luisa.

## Ascendenza
|                           |                   |                                         | Genitori                               |  |  | Nonni |  |  | Bisnonni               |  |  | Trisnonni            |  |
|                           |                   |                                         |                                        |  |  |       |  |  | Luigi, il Gran Delfino |  |  | Luigi XIV di Francia |  |
|                           |                   |                                         |                                        |  |  |       |  |  | Luigi, il Gran Delfino |  |  | Luigi XIV di Francia |  |
|                           |                   | Infanta Maria Teresa                    |                                        |  |  |       |  |  | Luigi, il Gran Delfino |  |  |                      |  |
| Luigi, duca di Borgogna   |                   |                                         |                                        |  |  |       |  |  | Luigi, il Gran Delfino |  |  |                      |  |
|                           |                   | Duchessa Maria Anna Vittoria di Baviera | Ferdinando Maria, Elettore di Baviera  |  |  |       |  |  |                        |  |  |                      |  |
|                           |                   | Duchessa Maria Anna Vittoria di Baviera | Ferdinando Maria, Elettore di Baviera  |  |  |       |  |  |                        |  |  |                      |  |
|                           |                   | Duchessa Maria Anna Vittoria di Baviera | Enrichetta Adelaide di Savoia          |  |  |       |  |  |                        |  |  |                      |  |
| Luigi XV di Francia       |                   | Duchessa Maria Anna Vittoria di Baviera |                                        |  |  |       |  |  |                        |  |  |                      |  |
|                           |                   | Vittorio Amedeo II di Sardegna          | Carlo Emanuele II, Duca di Savoia      |  |  |       |  |  |                        |  |  |                      |  |
|                           |                   | Vittorio Amedeo II di Sardegna          | Carlo Emanuele II, Duca di Savoia      |  |  |       |  |  |                        |  |  |                      |  |
|                           |                   | Vittorio Amedeo II di Sardegna          | Maria Giovanna Battista di Savoia      |  |  |       |  |  |                        |  |  |                      |  |
| Maria Adelaide di Savoia  |                   | Vittorio Amedeo II di Sardegna          |                                        |  |  |       |  |  |                        |  |  |                      |  |
|                           |                   | Anna Maria d'Orléans                    | Filippo di Francia, duca d'Orléans     |  |  |       |  |  |                        |  |  |                      |  |
|                           |                   | Anna Maria d'Orléans                    | Filippo di Francia, duca d'Orléans     |  |  |       |  |  |                        |  |  |                      |  |
|                           |                   | Anna Maria d'Orléans                    | Principessa Enrichetta d'Inghilterra   |  |  |       |  |  |                        |  |  |                      |  |
| Maria Adelaide di Francia |                   | Anna Maria d'Orléans                    |                                        |  |  |       |  |  |                        |  |  |                      |  |
|                           | Rafał Leszczyński | Bogusław Leszczyński                    |                                        |  |  |       |  |  |                        |  |  |                      |  |
|                           | Rafał Leszczyński | Bogusław Leszczyński                    |                                        |  |  |       |  |  |                        |  |  |                      |  |
|                           | Rafał Leszczyński | Contessa Anna von Dönhoff               |                                        |  |  |       |  |  |                        |  |  |                      |  |
| Stanislao Leszczyński     | Rafał Leszczyński |                                         |                                        |  |  |       |  |  |                        |  |  |                      |  |
|                           |                   | Anna Jablonowska                        | Principe Stanisław Jan Jabłonowski     |  |  |       |  |  |                        |  |  |                      |  |
|                           |                   | Anna Jablonowska                        | Principe Stanisław Jan Jabłonowski     |  |  |       |  |  |                        |  |  |                      |  |
|                           |                   | Anna Jablonowska                        | Contessa Marianna Kazanowska           |  |  |       |  |  |                        |  |  |                      |  |
| Maria Leszczyńska         |                   | Anna Jablonowska                        |                                        |  |  |       |  |  |                        |  |  |                      |  |
|                           |                   | Jan Karol Opalinski                     | Conte Krzysztof Opaliński              |  |  |       |  |  |                        |  |  |                      |  |
|                           |                   | Jan Karol Opalinski                     | Conte Krzysztof Opaliński              |  |  |       |  |  |                        |  |  |                      |  |
|                           |                   | Jan Karol Opalinski                     | Contessa Teresa Konstancya Czarnkowska |  |  |       |  |  |                        |  |  |                      |  |
| Caterina Opalińska        |                   | Jan Karol Opalinski                     |                                        |  |  |       |  |  |                        |  |  |                      |  |
|                           |                   | Zofia Czarnkowska                       | Conte Adam-Uryel Czarnkowski           |  |  |       |  |  |                        |  |  |                      |  |
|                           |                   | Zofia Czarnkowska                       | Conte Adam-Uryel Czarnkowski           |  |  |       |  |  |                        |  |  |                      |  |
|                           |                   | Zofia Czarnkowska                       | Contessa Teresa Zaleska                |  |  |       |  |  |                        |  |  |                      |  |
|                           |                   | Zofia Czarnkowska                       |                                        |  |  |       |  |  |                        |  |  |                      |  |

## Titoli e trattamento
- 23 marzo 1732 - 27 febbraio 1800 Sua Altezza Reale Principessa Maria Adelaide di Francia

## Galleria d'immagini

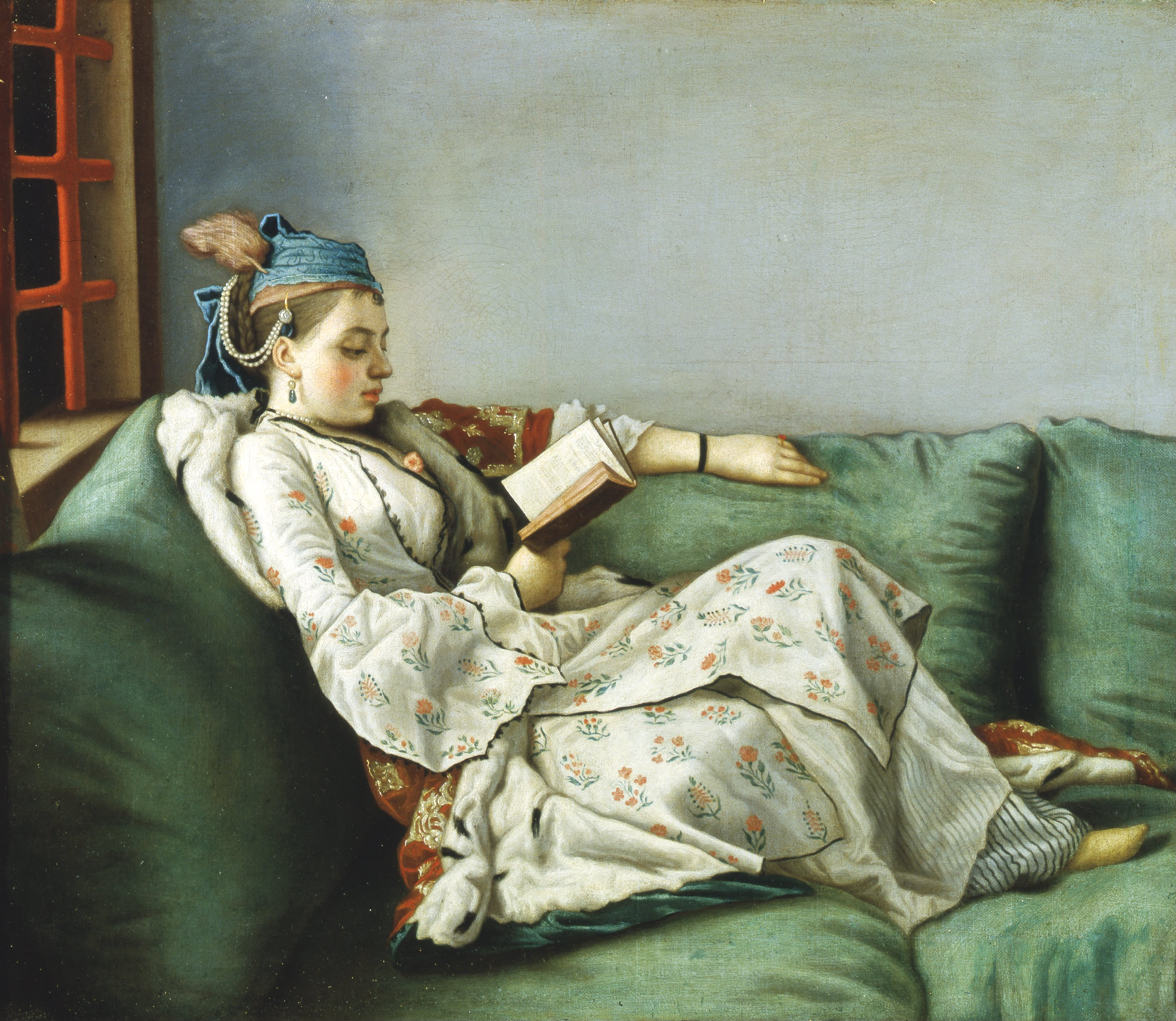
Madame Adélaïde abbigliata à la turque di Liotard
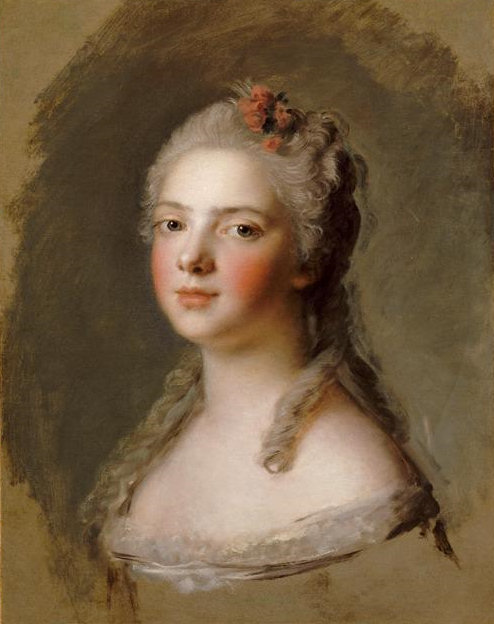
Madame Adélaïde (1750)
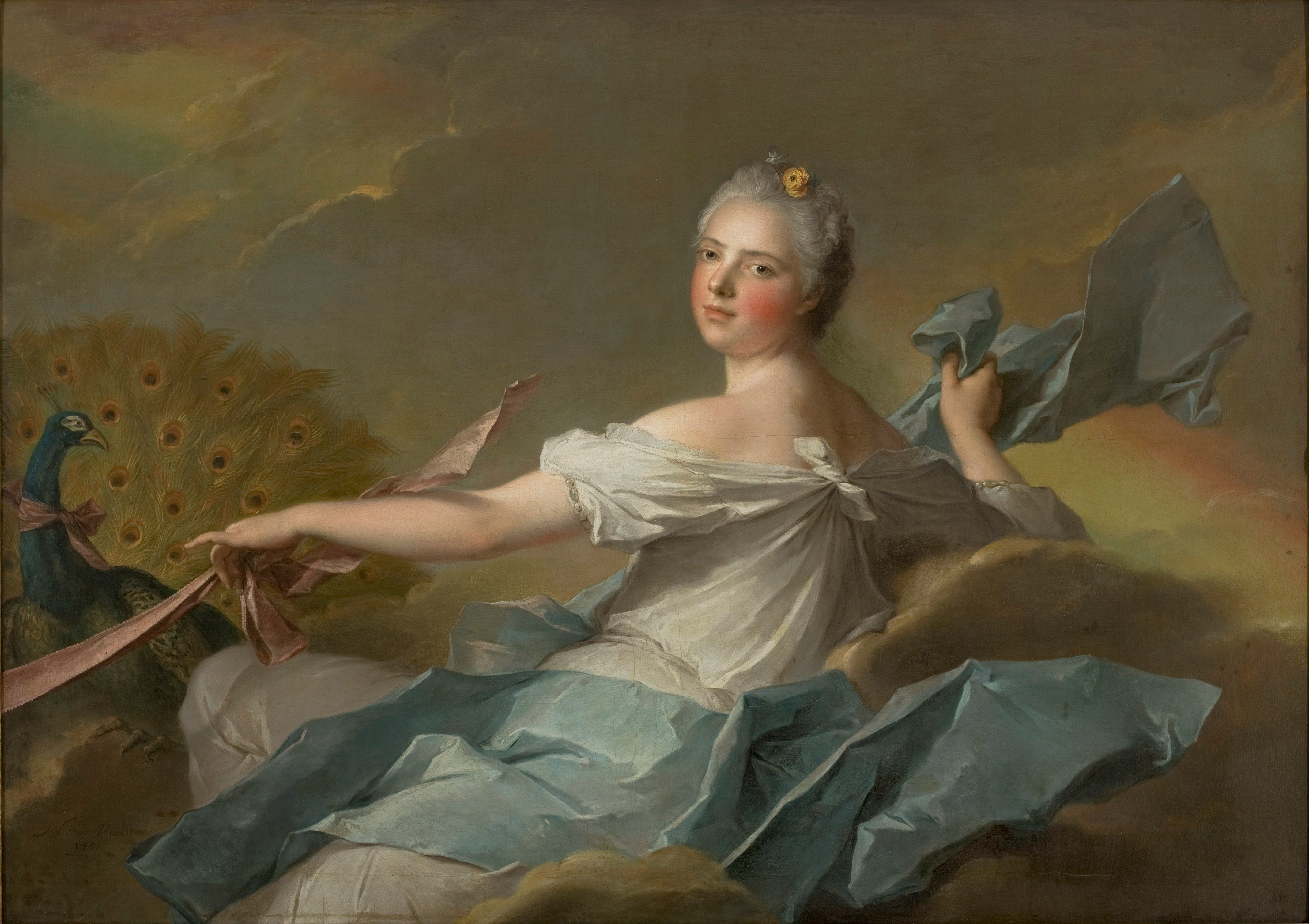
Madame Adélaïde di Jean-Marc Nattier come Aria